# Romería del Socorro

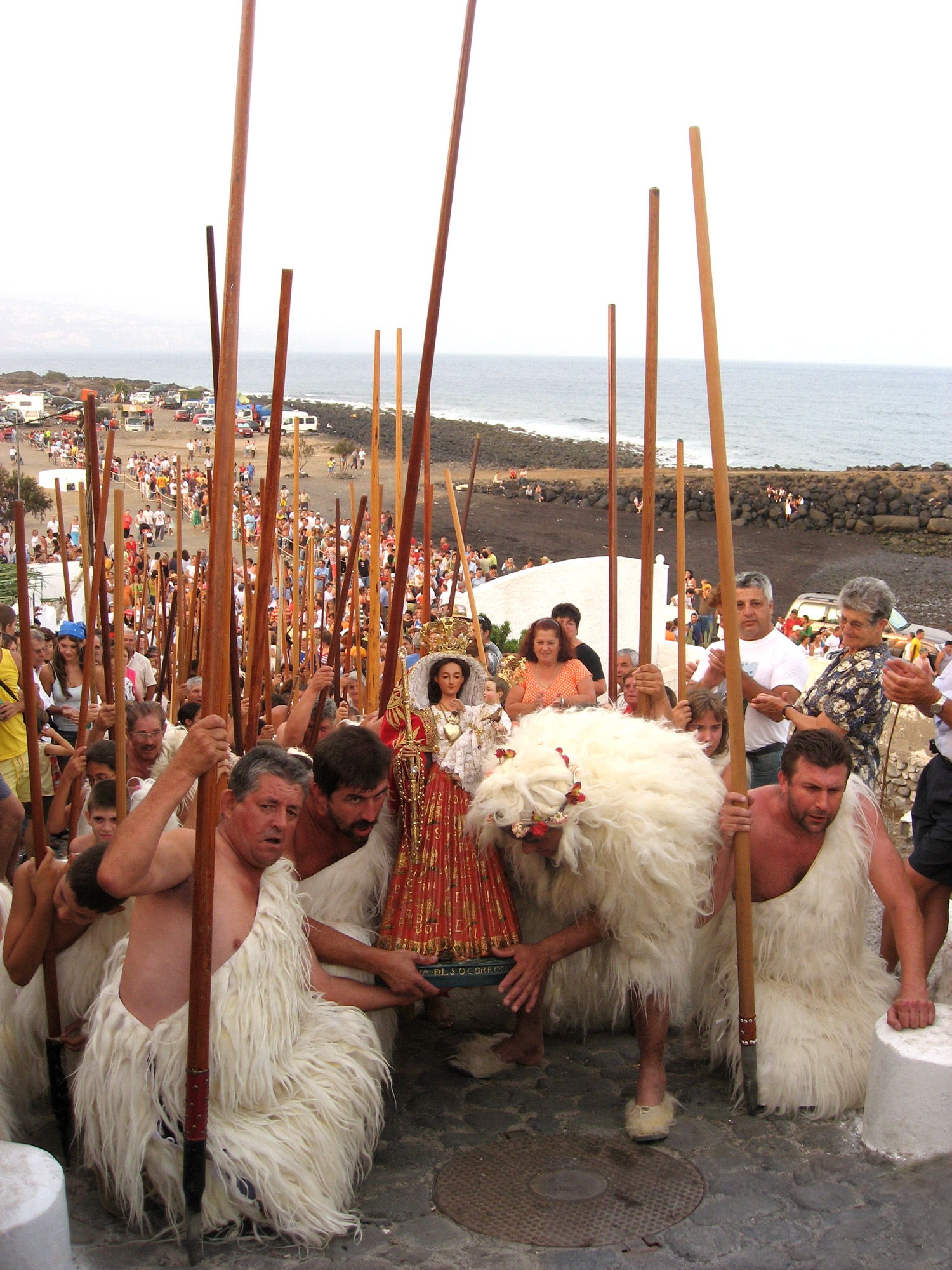
Ricreazione dell'apparizione della Vergine sulle rive di Güímar.

La  Romería de la Bajada de la Virgen del Socorro è una processione/pellegrinaggio annuale popolare che si celebra nel mese di settembre nella località di Güímar a Tenerife (Isole Canarie, Spagna). Questa festa è stata dichiarata di Interesse Turistico Regionale. È considerata la più antica romería delle Isole Canarie ed è anche uno dei più popolari.
Questa festa è dedicata alla Virgen del Socorro (Madonna del Soccorso), che sull'isola è una derivazione dell'invocazione della Vergine della Candelaria. Questo perché la leggenda narra che quando il mencey (re Guanci) cercò di raccogliere l'immagine della Vergine della Candelaria dopo la sua scoperta, l'intaglio subì un grande peso e dovette chiedere aiuto o assistenza per trasportarlo nella sua grotta.
Il pellegrinaggio è una grande processione in cui l'immagine della Vergine del Soccorso viene spostata dalla Chiesa di San Pietro di Güímar alla costa, nel luogo in cui è stata trovata l'immagine originale della Vergine della Candelaria. Sulla costa c'è una rappresentazione teatrale della scoperta dell'immagine. Questa festa si celebra ogni anno dal 7 all'8 settembre.